# Trnovo (république serbe de Bosnie)
Pour les articles homonymes, voir Trnovo.
Trnovo (en serbe cyrillique : Трново) est une ville et une municipalité de Bosnie-Herzégovine située sur le territoire de la ville d'Istočno Sarajevo et dans la république serbe de Bosnie. Selon les premiers résultats du recensement bosnien de 2013, la ville intra muros compte 1 018 habitants et la municipalité 2 192.
La municipalité de Trnovo est une des six municipalités qui forment la ville d'Istočno Sarajevo, « Sarajevo Est ».

## Géographie
La ville de Trnovo se trouve dans la vallée de la Željeznica, un affluent de la rivière Bosna, entre les monts Jahorina, Bjelašnica et Treskavica. Le territoire de la municipalité s'élève à des altitudes comprises entre 600 et 1 700 m. La partie septentrionale de son territoire fait partie du parc national de Jahorina. 

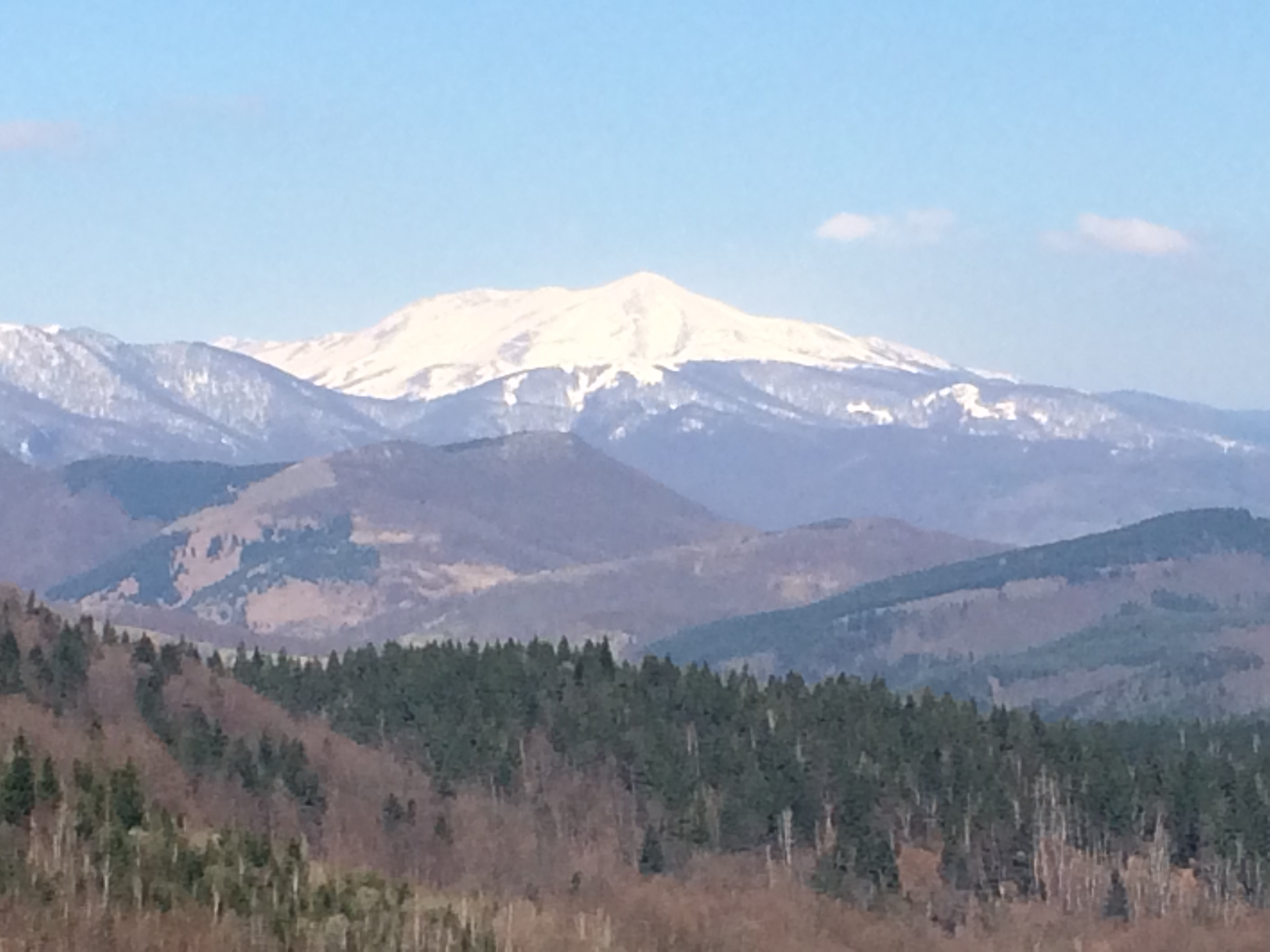
Le mont Bjelašnica vu de Trnovo

La municipalité de Trnovo (république serbe Bosnie) se compose de deux parties séparéés. La partie nord s'organise autour des villages de Jablanica et de Kijevo, la partie méridionale autour de la ville de Trnovo. Entre les deux s'étend un corridor d'environ 6 km de large, reliant Goražde au reste de la fédération de Bosnie-et-Herzégovine.

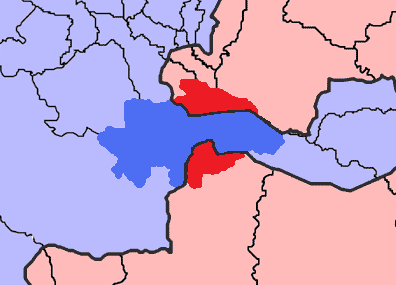
Situation administrative de l'ancienne municipalité de Trnovo

Le nord de la municipalité est limitrophe des municipalités d'Ilidža et de Novo Sarajevo au nord (en Répbublique serbe de Bosnie), Pale à l'est et Trnovo (canton de Sarajevo) au sud. La partie méridionale est limitrophe avec les municipalités de Trnovo (canton de Sarajevo) au nord et Kalinovik au sud.

## Histoire
L'actuelle municipalité de Trnovo en république serbe de Bosnie a été créée, après la guerre de Bosnie et à la suite des accords de Dayton, sur la municipalité de Trnovo d'avant-guerre qui constituait une municipalité périurbaine de la ville de Sarajevo. Les deux tiers de l'ancienne municipalité forment désormais une municipalité séparée portant elle aussi le nom de Trnovo et située dans la fédération de Bosnie-et-Herzégovine. La ville de Trnovo proprement dite est située en république serbe de Bosnie et la municipalité fédérale de Trnovo, qui fait partie du canton de Sarajevo, a comme centre administratif le village de Dejčići.

## Localités

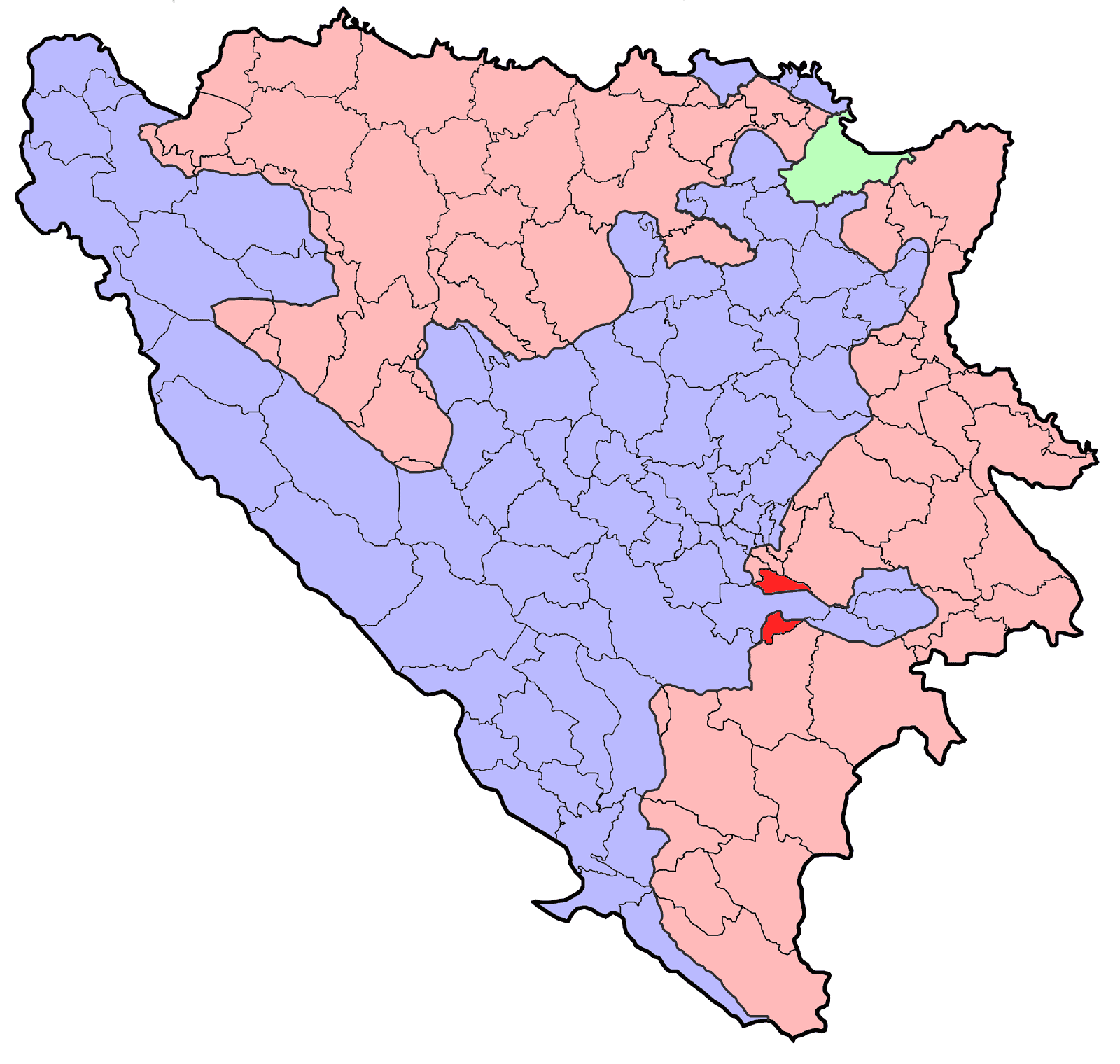
Localisation de la municipalité de Trnovo en Bosnie-Herzégovine

L'actuelle municipalité de Trnovo compte 25 localités :
| - Bašci - Bistročaj - Bogatići - Boljanovići - Divčići - Donja Presjenica - Godinja - Govedovići - Grab - Gračanica - Ilovice - Jablanica - Kijevo | - Klanac - Kozija Luka - Milje - Podivič - Rajski Do - Slavljevići - Tošići - Trnovo - Turovi - Ulobići - Vrbovnik - Zabojska |

## Démographie

### Villeintra muros

#### Évolution historique de la population dans la villeintra muros
| 1948 | 1953 | 1961 | 1971 | 1981  | 1991  | 2013  |
| ---- | ---- | ---- | ---- | ----- | ----- | ----- |
| -    | -    | 548  | 765  | 1 403 | 2 099 | 1 018 |

|  |

## Politique
À la suite des élections locales de 2012, les 13 sièges de l'assemblée municipale se répartissaient de la manière suivante, :
| Parti                                               | Sièges |
| --------------------------------------------------- | ------ |
| Alliance des sociaux-démocrates indépendants (SNSD) | 6      |
| Parti démocratique serbe (SDS)                      | 4      |
| Parti du progrès démocratique (PDP)                 | 1      |
| Parti pour la Bosnie-Herzégovine                    | 1      |
| Parti radical serbe de Bosnie-Herzégovine (SRS)     | 1      |

Nenad Mišović, membre du Parti démocratique serbe (SDS), a été élu maire de la municipalité,.